# سانت خئان د لس آبادسسس
سانت خئان د لس آبادسسس (به اسپانیایی: Sant Joan de les Abadesses) یک شهرستان در اسپانیا است که در استان خرنا واقع شده‌است.

## خصوصیات
سانت خئان د لس آبادسسس ۵۳٫۷ کیلومترمربع مساحت و ۳٬۵۸۹ نفر جمعیت دارد و ۷۷۳ متر بالاتر از سطح دریا واقع شده‌است.